# Marcus Weinstock
Marcus Weinstock, född 15 februari 1984 i Varberg, är en svensk professionell ishockeyspelare som från säsongen 2010/2011 spelar i Örebro HK, med tröjnummer 20. Hans moderklubb är Färjestads BK.
Marcus är brorsbarn till före detta ishockeytränaren och professionella ishockeyspelaren Ulf Weinstock.

## Klubbar
- Bofors IK (2003/2004 - 2005/2006)
- IFK Arboga (2005/2006)
- Växjö Lakers Hockey (2006/2007 - 2007/2008)
- Leksands IF (2008/2009 - 2009/2010)
  -  Huddinge IK (lån) (2008/2009)
- Örebro HK (2010/2011 - )